# Monedero (numismática)

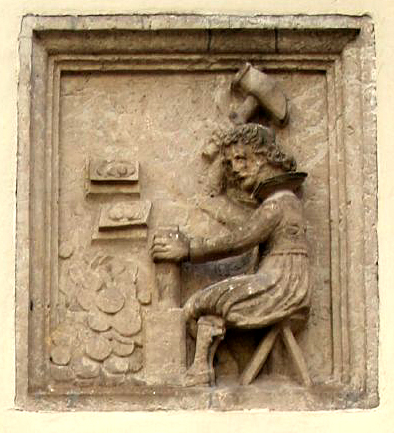
Relieve de un monedero acuñando a mano en Rostock, Alemania.

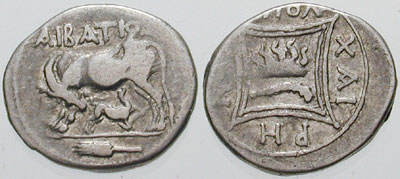
Dracma de Apolonia, c. 200-30 a. C. Anv: Vaca amamantando a un ternero; espiga de grano en el exergo, magistrado ΑΙΒΑΤΙΟΣ (Aibatio). Rev: Ninfeo de Apolonia en llamas y carcaj, magistrado ΧΑΡΗΝΟΣ (Chareno).

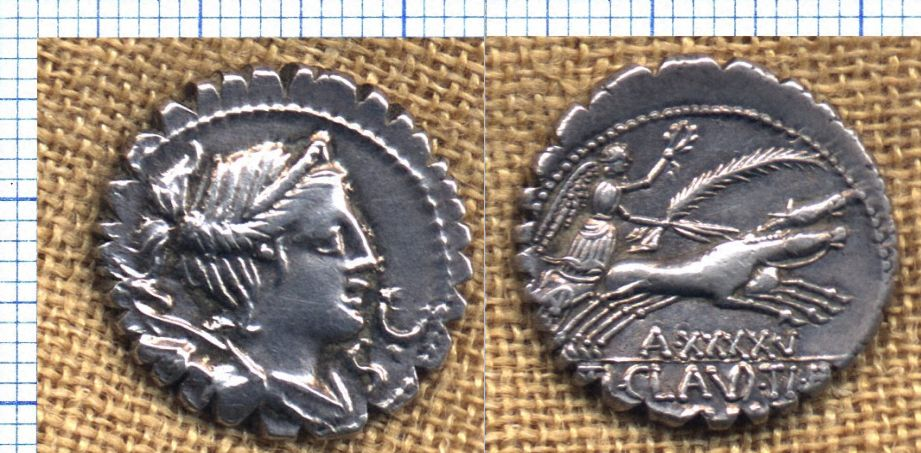
Denario serrado. Anv: Diana con arco y carcaj y SC (Senatusconsultum). Rev: Victoria sobre una biga, A XXXXV debajo; magistrado TI. CLAVD TI. F (Tiberio Claudio Nerón, hijo de Tiberio), en exergo.

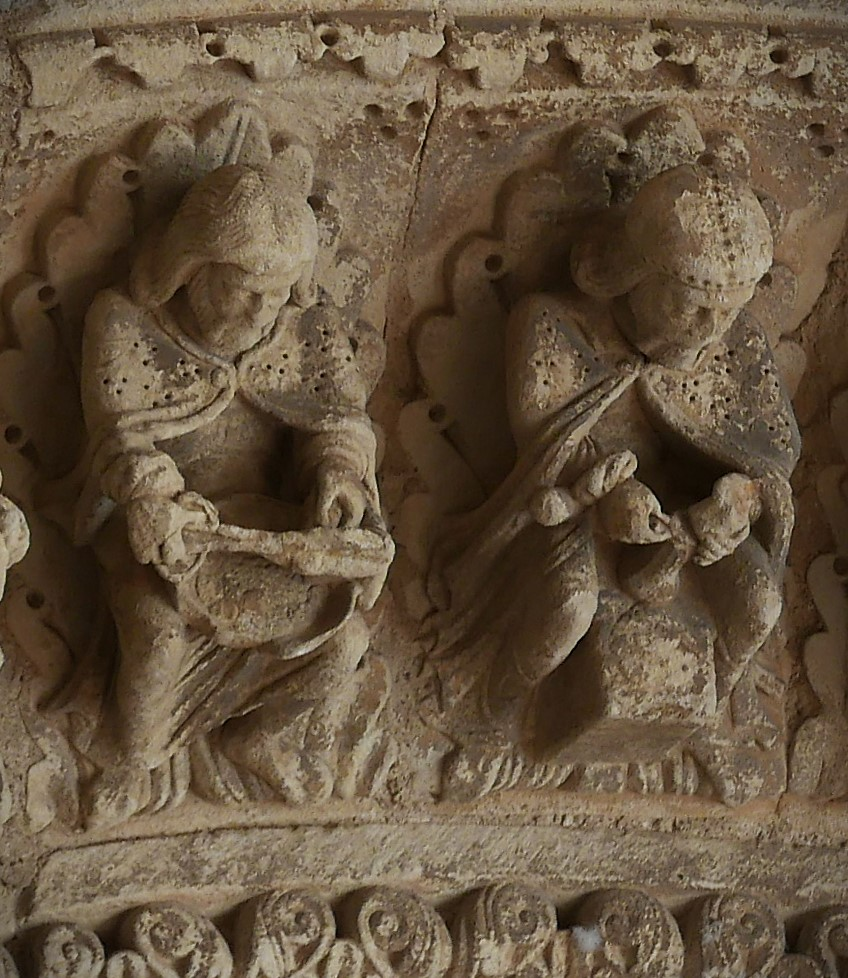
Monederos fabricando monedas en arquivolta de Iglesia de Santiago de Carrión de los Condes, Castilla y León, España. c. 1160.

Un monedero, en numismática, es una persona a la que se le permitía acuñar dinero. Estos derechos de acuñar monedas son otorgados como una concesión por el Estado o gobierno, con la responsabilidad de controlar la regularidad de las emisiones monetarias, en cuanto a forma, peso y aleación. 
Genéricamente, también puede considerarse como una persona que trabaja en la fabricación de moneda, como puede ser el caso del artesano que acuña manualmente monedas.

## Época clásica
Los monederos tienen una larga tradición, que se remonta al menos a la Antigua Grecia. La existencia de magistrados monetarios griegos está documentada principalmente por sus firmas, en realidad sobre todo iniciales, en las monedas. Además de los nombres u otras marcas colocadas en las monedas, existen otros raros registros. Uno de ellos es el acuerdo celebrado a finales del siglo V a. C. entre las ciudades libres de Focea y Mitilene.
Se hicieron más prominentes en la República romana y continuaron en el Imperio. En la Antigua Roma su cargo era el de magistrado monetal, uno de los cargos del vigintivirato. Estos magistrados romanos estaban considerados como pertenecientes a una magistratura menor y eran nombrados por el Senado, siendo, con cierta frecuencia, el primer cargo ocupado por políticos jóvenes, que les permitía acceder a los siguientes grados del cursus honorum. Se accedía al cargo en torno a los 25 años, siendo su duración incierta. Se ha sugerido un periodo de uno o dos años, pero se han barajado hipótesis de periodos más largos.
Casi siempre actuaban en grupos de tres, de ahí su título, en este caso, de triunviro monetal (triumvir monetalis). Los tresviri monetales eran magistrados ejecutivos encargados de controlar las emisiones monetarias. 
En muchas monedas griegas y romanas figura una leyenda con el nombre o símbolos o letras que identifican de algún modo al responsable de la emisión. El magistrado certificaba así ante la autoridad que había emitido la moneda de acuerdo con las instrucciones que había recibido.

## Edad Media
Los monederos no se limitaban al mundo antiguo. Durante la Edad Media, los monederos europeos creaban moneda en nombre de reyes y potentados. Durante gran parte de esa época, la mayoría de las monedas en circulación eran de plata, y a menudo llevaban el nombre u otra identificación del monedero.
La necesidad de moneda en la época merovingia era bastante limitada. Los magistrados monetarios producían las monedas en pequeños talleres que trabajaban solos o con la ayuda de unos pocos asistentes y gestionaban los metales preciosos para la acuñación. Durante la época carolingia, la acuñación de moneda pasó a ser responsabilidad de oficiales nombrados por el rey.
En la Alta Edad Media, su lugar fue ocupado por el llamado gremio de acuñadores. Sus miembros procedían de la rica burguesía de las ciudades, principalmente mercaderes, comerciantes de metales preciosos, cambistas y orfebres, que a su vez, nombraban de entre sus filas al magistrado monetario. Por su trabajo, los miembros del gremio recibían parte de los beneficios de la acuñación, además de disfrutar de una serie de privilegios y derechos, como el monopolio de la compra de oro y plata, la exención de derechos de aduana, la exención de impuestos y la jurisdicción independiente sobre la acuñación. Los gremios vivieron su apogeo en los siglo XIII y siglo XIV.
Los gremios de acuñadores desaparecieron en la Baja Edad Media, cuando la acuñación de moneda pasó a manos de los soberanos o las ciudades. A partir de entonces, los magistrados monetarios eran empresarios independientes que determinaban el peso, la finura, el señoreaje y su propia participación en los beneficios mediante acuerdos con los titulares de la soberanía monetaria. Junto con las minas y los astilleros estatales, las cecas se habían convertido en las mayores empresas de su tiempo.
Las ciudades-estado del norte de Italia, en cambio, no arrendaban sus cecas, sino que empleaban como oficiales a magistrados monetarios elegidos. En el Sacro Imperio Romano Germánico, el asistente del magistrado monetario prestaba un juramento similar y gozaba de derechos especiales.